# Cocksucker Blues
Cocksucker Blues è un documentario inedito diretto da Robert Frank che narra il tour dei Rolling Stones attraverso il Nord America nel 1972, a supporto dell'uscita del loro quindicesimo album di studio, Exile on Main St.

## Genesi del documentario
C'era tanta attesa per l'arrivo del gruppo, non essendo gli Stones più tornati sul suolo statunitense dalla tragedia del 1969 all'Altamont Free Concert, dove un fan di colore, Meredith Hunter, fu accoltellato e picchiato a morte da Alan Passaro, un membro degli Hells Angels. Il tour sul palco mantenne le promesse di grandi performance rock, mentre dietro le quinte incarnò lussuria, promiscuità ed edonismo.
Il documentario risulta estremamente realistico: diverse telecamere vennero lasciate in giro, in modo che chiunque dell'entourage potesse prenderle in qualsiasi momento e iniziare a girare. Questo permette a chi guarda la pellicola di assistere a feste nel backstage, uso di droghe, pazzie varie di roadie, artisti effeminati e, soprattutto, gli Stones privi di ogni difesa o scrupolo; una scena include una groupie in una stanza d'hotel, ripresa mentre si inietta una dose di eroina.

## Titolo
Cocksucker Blues era il titolo della canzone che Mick Jagger scrisse come ultimo singolo per la Decca, per contratto, e le parole e il contesto furono scelte apposta per far infuriare i dirigenti della casa di produzione. La Decca rifiutò la canzone che venne pubblicata solo più tardi su una compilation in Germania Ovest nel 1983, pubblicazione che venne comunque annullata e riproposta senza la traccia in questione.

## Divieto alla proiezione
Il film è sotto un ordine di tribunale che ne vieta la proiezione a meno che non sia presente fisicamente lo stesso Frank. Questa sentenza deriva dal conflitto sorto quando il gruppo, che aveva commissionato la pellicola, decise che il suo contenuto era inadeguato e che non dovesse essere mostrato, in opposizione all'opinione del regista.

## Visibilità
Esiste una versione più rara del film della durata di 179 minuti, con ulteriori riprese di concerti e di scene di backstage. Attualmente (aprile 2025) la versione più corta del film, della durata di 93 minuti, è visibile su YouTube anche se con una pessima qualità video.